# Tesem

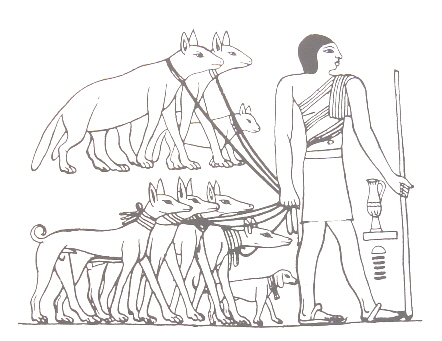
Tesem, Oud-Egyptische afbeelding

De Tesem was een Oud-Egyptisch hondenras. 

## Historie van het hondenras
De Tesem is vaak uitgebeeld op muurschilderingen in de Egyptische Oudheid. De Egyptische god Anubis wordt afgebeeld als een jakhals. Echter, aan de kenmerken van Anubis zijn ook die van de Tesem te herkennen. De afbeeldingen van de liggende Anubis komen precies overeen met het uiterlijk van de Tesem.
Deze honden werden indertijd door Karthaagse, Romeinse en Fenicische handelaren vanuit Egypte meegenomen op reizen en zo kwamen zij in het Middellandse Zeegebied. Uit deze Tesem ontstonden de volgende rassen: 
- Op Ibiza de Podenco ibicenco
- Op de Canarische eilanden de Podenco canario
- Op Malta de Pharaohond
- Op Sicilië de Cirneco dell'Etna

## Kenmerken
Het uiterlijk van de Tesem heeft de volgende kenmerken: 
- Grote staande oren,
- Ranke ledematen
- Opgetrokken buik.

Het zijn uitstekende jachthonden die zelfstandig maar ook in een meute kunnen jagen. Ze hebben een uitstekend reukvermogen, zijn snel en wendbaar waardoor zij uitermate geschikt zijn voor de jacht op konijnen en hazen. Zij zijn ook geschikt voor de jacht op groter wild.